# The Jesus Experience
The Jesus Experience è l'ottavo album in studio del gruppo musicale statunitense Bride, pubblicato nel 1997.

## Tracce
1. I Love You
2. The Worm
3. End
4. I Live For You
5. Follow Me
6. Tell Me
7. Love Hate
8. Human Race
9. I Hear A Word
10. Cosmic Christ
11. The World I Know